# Космос-26
Космос-26 — советский научно-исследовательский спутник серии космических аппаратов «Космос». КА типа «ДС-МГ» (сер. № 1). Был запущен 18 марта 1964 года с космодрома Капустин Яр со стартового комплекса «Маяк-2» ракетой-носителем 63С1.

## Первоначальные орбитальные данные спутника
- Перигей — 271 км
- Апогей — 403 км
- Период обращения вокруг Земли — 91 минуты
- Угол наклона плоскости орбиты к плоскости экватора Земли — 49°